# X caso
X caso è un brano musicale del rapper italiano Geolier, pubblicato il 6 gennaio 2023, terza traccia dell'album in studio Il coraggio dei bambini.

## Descrizione
La traccia ha visto la partecipazione del rapper italiano Sfera Ebbasta; la produzione è stata affidata a Dat Boi Dee e Daves.
Il testo del brano musicale ha per oggetto delle relazioni passate vissute dai due artisti.

## Classifiche

### Classifiche settimanali
| Classifica (2023) | Posizione massima |
| ----------------- | ----------------- |
| Italia            | 1                 |

### Classifiche di fine anno
| Classifica (2023) | Posizione |
| ----------------- | --------- |
| Italia            | 22        |